# Gekijō-ban Bad Boys J
Gekijō-ban Bad Boys J (劇場版 BAD BOYS J?), noto anche col titolo internazionale Bad Boys J The Movie, è un film del 2013 diretto da Takashi Kubota e basato sul manga Bad Boys di Hiroshi Tanaka e sul dorama Bad Boys J da esso tratto.

## Trama
Nella città di Hiroshima tre bande sono in lotta per il territorio: Gokuraku Cho, Biisuto e Hiroshima Naitsu.